# Deborah Bonner
Deborah Bonner (Palma, 1958), és una traductora catalana de pares estatunidencs. Va créixer parlant tres llengües: l'anglès, el català i el castellà. Va estudiar educació primària a un poble de la serra de Tramuntana, la secundària a Palma i la universitària als Estats Units. Després d'acabar els estudis de llengües i literatura a Cornell University, va treballar en el món de l'edició, primer a l'Agència Literària Carme Balcells, a Barcelona, i posteriorment a McGraw-Hill, a Nova York. Dedicada a la traducció des de l'any 1983, ha traduït, a més de literatura, guions de cinema i televisió, obres sobre art, disseny i arquitectura, i materials docents. Entre les traduccions publicades de Deborah Bonner figuren les novel·les Bearn o la sala de les nines, de Llorenç Villalonga, i The Blue Danube, de Ludwig Bemelmans (en col·laboració amb Mariano López); el volum de relats Cambio de armas, de Luisa Valenzuela; els llibres d'assaig La problemàtica educativa dels infants selvàtics: el cas de Marcos, de Gabriel Janer Manila, Miró i Sert segons ells mateixos. Correspondència 1937-1980, de Patricia Juncosa, i Apuntes sobre 21 obras, de Rafael Moneo, entre d'altres. Ha traduït també poesia de Gabriel Ferrater per a Seneca Review, de Miquel Martí Pol per a Translation Magazine i de Josep Maria Llompart i Joan Vinyoli per a Catalan Writing. Actualment, Deborah Bonner viu a Barcelona i es dedica totalment a la traducció.